# Black Knight (cohete)
El  Black Knight fue un cohete de pruebas británico, diseñado para probar dispositivos de reentrada que más tarde serían usados en el misil balístico de alcance medio Blue Streak, y precursor del Black Arrow. Más tarde fue usado para pruebas patrocinadas por los Estados Unidos relativas a las señales de radar producidas por vehículos de reentrada.
El origen del Black Knight se remonta a julio de 1955, cuando la firma Sanders Roe (ubicada entonces en Cowes, Isla de Wight) fue seleccionada para construir un cohete para probar vehículos de reentrada. Se requirió que el cohete fuese capaz de elevar una carga de 115 kg a una altitud de 800 km y producir una reentrada a velocidades de hasta 5 km/s. 
El proyecto Blue Streak fue cancelado en abril de 1960, pero el Black Knight siguió siendo usado para pruebas patrocinadas por los Estados Unidos consistentes en el estudio de la huella de radar que dejan los vehículos en reentrada y el rastro de plasma que dejan a su paso, con el objetivo de desarrollar sistemas de alerta temprana y antibalísticos. En estas pruebas el Black Knight montaba una segunda etapa Cuckoo de combustible sólido, montada del revés, para acelerar la carga y aumentar la velocidad de reentrada. Estas pruebas se desarrollaron en dos series diferentes, denominadas Gaslight y Dazzle.
Los Black Knight fueron lanzados desde el campo de pruebas de Woomera, en Australia. Usaban motores Gamma fabricados por Bristol Siddley y usados tanto en este cohete como en el Black Arrow. Como propulsantes utilizaba peróxido y queroseno. El motor, con cardán capaz de dirigirlo en todos los ejes, montaba cuatro cámaras de combustión, un par por cada eje Y y Z.
Se lanzaron 22 Black Knight (el primero el 7 de septiembre de 1958, el último el 25 de noviembre de 1965), con una tasa de éxito del 86,36%.

## Versiones

### Black Knight 201
- Apogeo: 500 km
- Empuje en despegue: 75 kN
- Masa total: 5.400 kg
- Diámetro del cuerpo principal: 0,91 m
- Longitud total: 10,2 m

### Black Knight 201/C
Vehículo de dos etapas, un Black Knight 201 más una segunda etapa Cuckoo IB.
- Apogeo: 500 km
- Empuje en despegue: 95 kN
- Masa total: 6.400 kg
- Diámetro del cuerpo principal: 0,91 m
- Longitud total: 11,6 m

### Black Knight 201/C2
Vehículo de dos etapas, un Black Knight 201 más una segunda etapa Cuckoo II.
- Apogeo:
- Empuje en despegue:
- Masa total:
- Diámetro del cuerpo principal:
- Longitud total:

### Black Knight 301/C
Vehículo de dos etapas, un Black Knight 301 más una segunda etapa Cuckoo IB.
- Apogeo:
- Empuje en despegue:
- Masa total:
- Diámetro del cuerpo principal:
- Longitud total:

### Black Knight 301/C2
Vehículo de dos etapas, un Black Knight 301 más una segunda etapa Cuckoo II.
- Apogeo:
- Empuje en despegue:
- Masa total:
- Diámetro del cuerpo principal:
- Longitud total: